# Solariella peramabilis
Solariella peramabilis är en snäckart som beskrevs av Carpenter 1864. Solariella peramabilis ingår i släktet Solariella och familjen pärlemorsnäckor. Inga underarter finns listade i Catalogue of Life.